# ماسولاس
ماسولاس، (بالإنجليزية: Masullas)‏، هي بلدية، في مقاطعة أوريستانو، في منطقة سردينيا، الإيطالية، وتقع على بعد حوالي 60 كم (37 ميل) شمال غرب كالياري، وحوالي 30 كم (19 ميل) جنوب شرق أوريستانو.

## السكان
في سنة 1861 بلغ عدد السكان 1٬071 نسمة، وتطور العدد ليصل في سنة 2011 لـ 1٬129 نسمة.
يظهر هذا المخطط البياني تطور النمو السكاني لـ ماسولاس